# Type 99 (carro armato)
Il Type 99 (cinese:99式 Jiǔjiǔshì) o ZTZ-99 è un carro armato da combattimento cinese di terza generazione. Il carro è entrato in servizio nelle Forze Terrestri dell'Esercito Popolare di Liberazione nel 2001.

## Storia
Nei primi anni novanta la Cina sviluppò il primo dei suoi carri di seconda generazione della serie Type 90/Type 90-II. Il Type 90-II, ispirato al T-72 russo, era caratterizzato da un cannone ad anima liscia da 125 mm con sistema di caricamento automatico, corazzatura composita e posto di pilotaggio in posizione centrale nello scafo. La serie 90-II alla fine non entrò in servizio nell'EPL, ma ebbe successo sul mercato di esportazione e venne costruito su licenza in Pakistan come Al-Khalid.

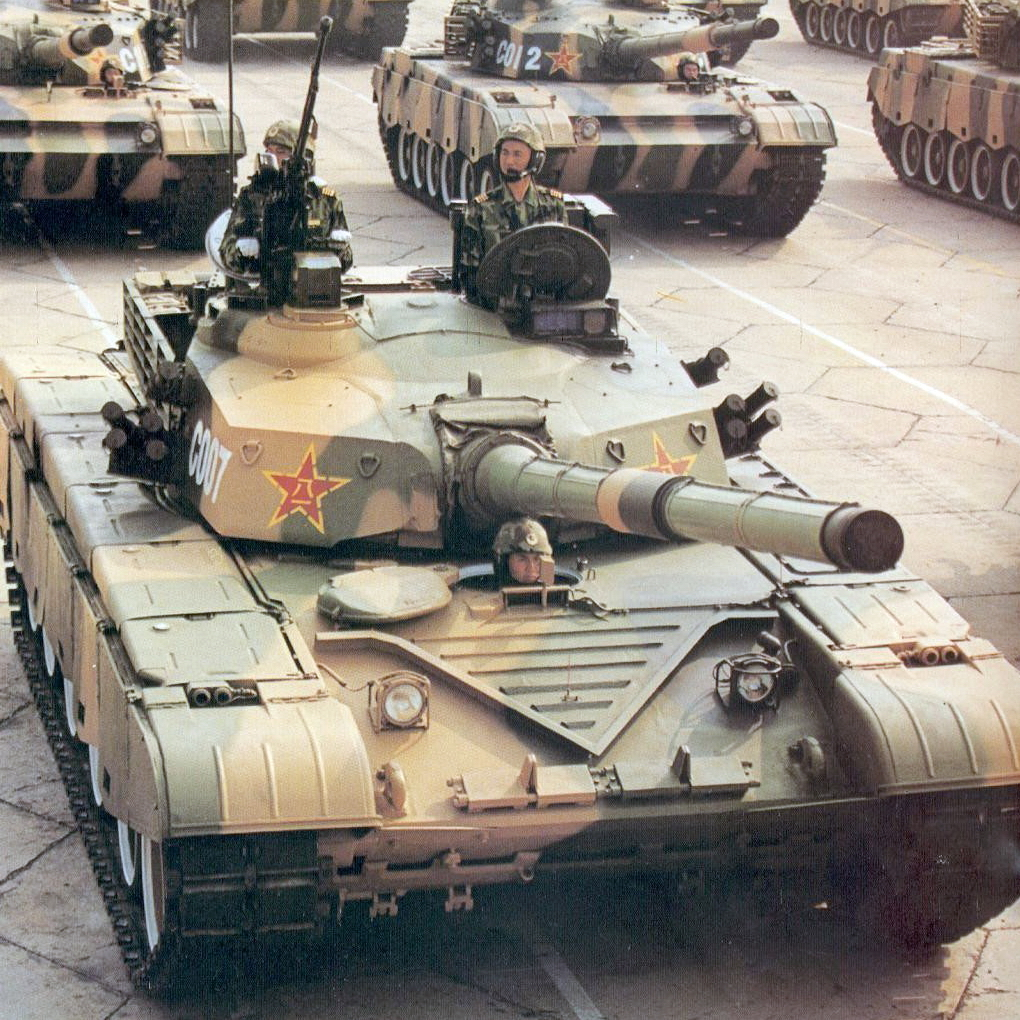
Carri Type 98 （9910）

Il Type 98 o WZ-123 era un derivato del Type 90-II progettato per le esigenze domestiche cinesi. Venne mostrato in prova nella parata nazionale del 1999 e venne presentato ufficialmente nell'ottobre dello stesso anno. Si distingueva per l'aspetto caratteristico che univa scafo e disposizione dell'equipaggio simile a quelli del T-72 russo con una torretta saldata e squadrata simile a quelle dei progetti occidentali.
Quando il carro entrò in servizio venne ridenominato Type 99.
Nella parata militare del 2015 venne presentata ufficialmente una nuova variante migliorata, denominata Type 99A, già usata dalle truppe cinesi durante le esercitazioni congiunte dell'Organizzazione di Shanghai per la cooperazione del 2014; nonostante l'EPL non distingua altre versioni, questi ultimi carri sono stati identificati da alcune fonti come Type 99A2.

### Spiegamento
A partire dal 2008, 200 carri Type 98 e 99 sono stati schierati nella Regione militare di Pechino ed in quella di Shenyang. Il carro è in servizio in numeri ridotti per gli standard cinesi a causa di problemi di costo.

## Tecnica

### Armamento
L'armamento primario del carro è un cannone ad anima liscia in calibro 125 mm, stabilizzato su due assi, con sistema di caricamento automatico a giostrina ma il cannone può sparare sia in modalità automatica che in manuale. Il mezzo trasporta 42 colpi, dei quali 22 nel sistema di caricamento. la cadenza di tiro era di 8 colpi al minuto in modalità automatica e 2 colpi al minuto in caricamento manuale. La versione Type 99A2 monta un cannone da 125 mm migliorato.
Il cannone da 125 mm del Type 99 può sparare una grande varietà di proietti APFSDS-T, HEAT, HE-frammentazione e missili anticarro, di produzione cinese, russa e dell'ex-Patto di Varsavia; tra le munizioni anche missili anticarro con testata a carica cava in tandem, simili al russo Invar, con gittata di oltre 5 km. Nel 1998 la Russia concesse ai cinesi la licenza di produzione del missile 9M119 per esigenze domestiche; dal 2001 al 2013 oltre 1.300 di questi ordigni sono stati prodotti per i carri Type 98 e 99.
L'armamento secondario è costituito da una mitragliatrice pesante W85 in calibro 12,7 mm nella cupola del capocarro e da una mitragliatrice media Type 59da 7,62 mm coassiale.

#### Condotta del tiro
Il Type 99 possiede capacità hunter-killer: il sistema di puntamento ISFCS-212, con sistema di inseguimento automatico a infrarossi, è capace di sparare in movimento grazie alla camera termica stabilizzata per il cannoniere ed il telemetro laser. La capacità di ingaggio per il cannoniere è di 5 km.

### Mobilità
Il carro è motorizzato con un diesel da 1.500 hp, con un rapporto potenza-peso di 27,7 hp/t, azionante una trasmissione semi-automatica con sei marce avanti ed una indietro. La velocità massima su strada è di 80 km/h, quella fuori strada di 60 km/h, mentre l'autonomia è di 500 km.

### Protezione passiva
La torretta è realizzata in piastre saldate angolate, con corazzatura spaziata modulare e pannelli in compositi. La protezione frontale è paragonabile a quella del russo T-90A e dei carri occidentali; a questa si aggiungono moduli di corazzatura aggiuntiva sulle superfici superiori dello scafo e sulle gonne paracingoli. Il Type 99A2 può montare piastre di corazza reattiva di terza generazione (tipo Kontakt-5).

### Protezione attiva
Il carro è equipaggiato con 12 lanciagranate fumogene da 81 mm, di un laser warning receiver ed un sistema di difesa laser.  I sistemi di guida laser dei missili anticarro possono così essere rilevati ed ingannati accecando temporaneamente i puntatori nemici fino a 5 km.

## Varianti

### Type 98

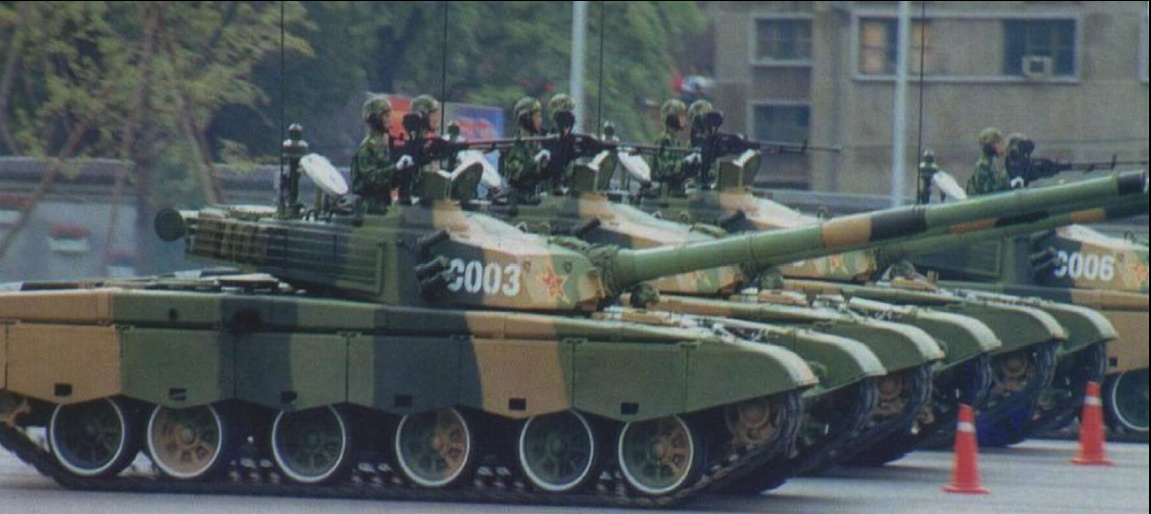
9910

Il carro è conosciuto anche come WZ-123 o Type 90-III ed è la prima versione di pre-serie. Caratterizzato da pannelli di corazzatura composita e da un motore diesel da 1.200 hp, può essere dotato di una corazzatura reattiva di prima generazione. Secondo l'agenzia Global Security, l'impostazione delle corazzature è simile a quella dei carri ucraini T-80U e T-80UK.

### Type 99

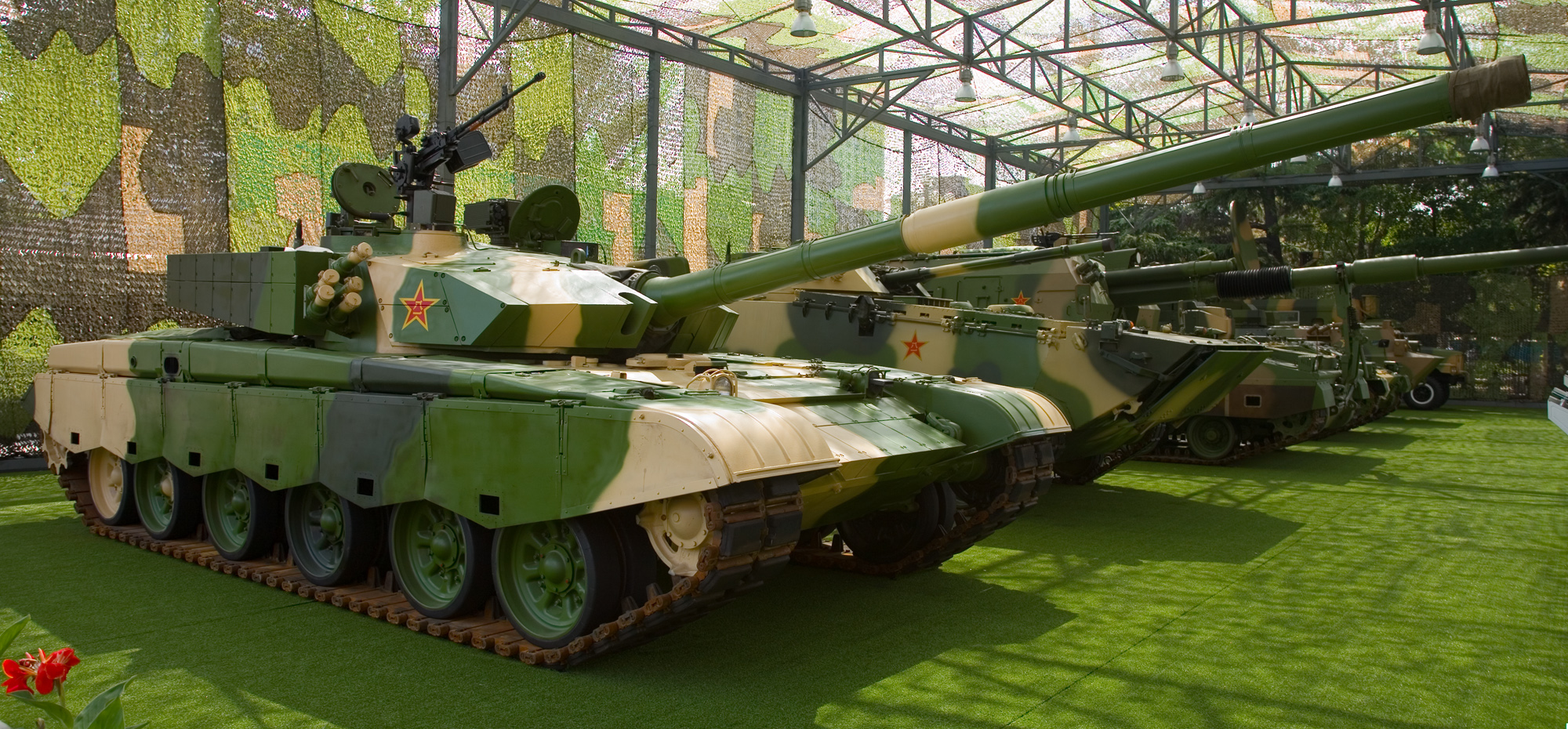
Type 99

Designato anche Type 98G o Type 99G. Il motore da 1.200 hp è rimpiazzato con uno più prestante da 1.500. È equipaggiato con corazza reattiva di terza generazione e camera termica di seconda generazione.

### Type 99A

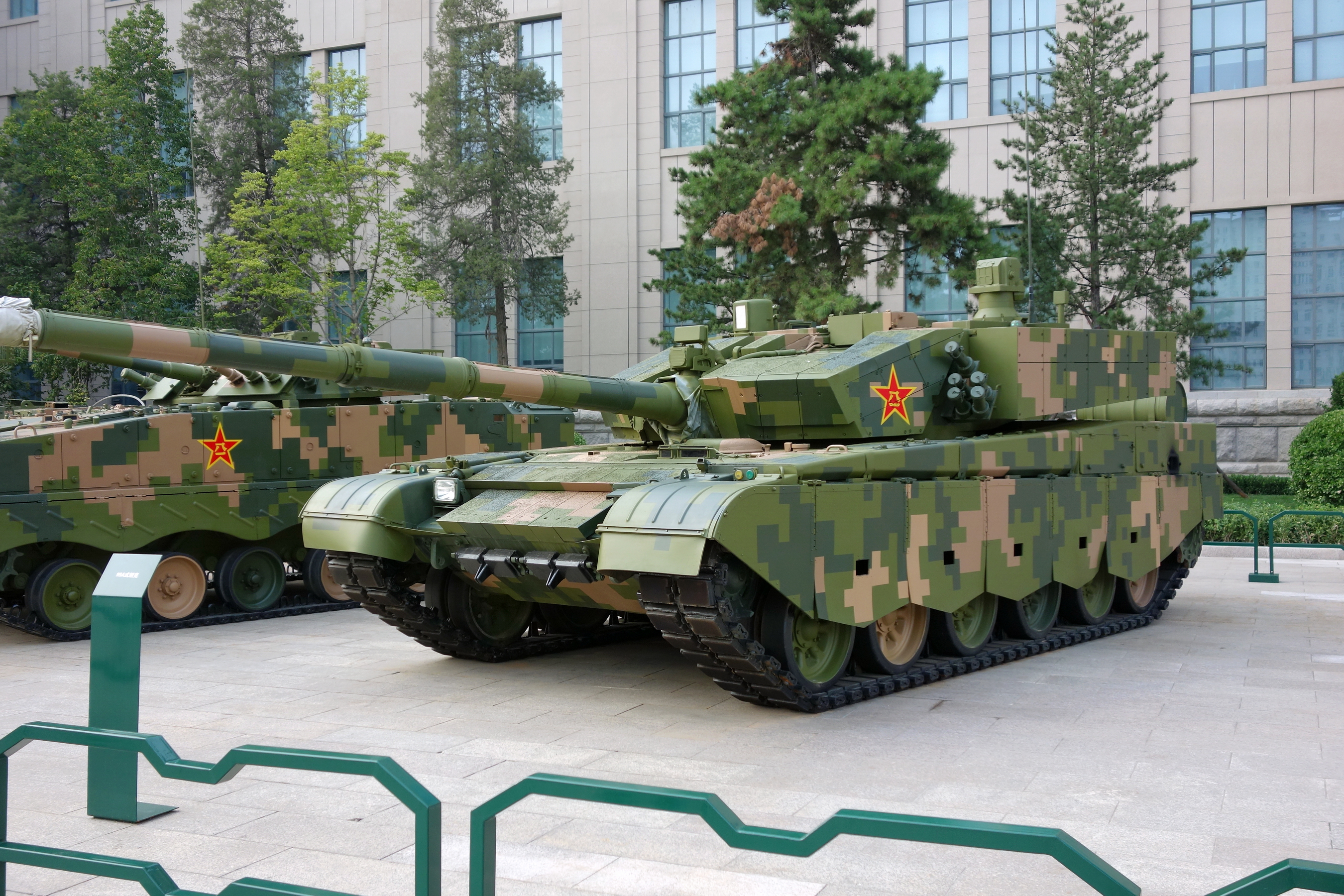
Type 99A

Versione migliorata del Type 99. I testi sul prototipo iniziarono nell'agosto del 2007 e si crede che sia questa la variante standard schierata dall'EPL a partire dal 2011. La versione è prevista anche come pacchetto di upgrade per i precedenti Type 99. I miglioramenti riguardano la capacità di lanciare attraverso il cannone i missili anticarro del tipo Invar, la corazza reattiva di terza generazione Kontakt-5, il sistema di protezione attiva ed il sistema di propulsione integrato con trasmissione semi-automatica. La modifica più importante riguarda una nuova torretta più grande, con moduli di corazzatura a forma a cuneo ed un periscopio per il capocarro.

#### Type 99A2
Ultima variante del carro, designata anche Type 99 Da-Gai (Modifica Maggiore). Il volume dello scudo frontale della torretta è aumentato, con moduli di corazza reattiva riprogettati. È probabile che si tratti di Type 99 di precedente produzione portati a questo nuovo standard. Il modello è dotato di sistema di navigazione inerziale/GPS e di un sistema di gestione del campo di battaglia.

### Utilizzatori
Cina
- Esercito Popolare di Liberazione  – 16 battaglioni di Type 99 (496 mezzi) e 4 battaglioni di Type 99A (124 mezzi) al dicembre 2015[22]

- Wikimedia Commons contiene immagini o altri file su Type 99

## Galleria d'immagini

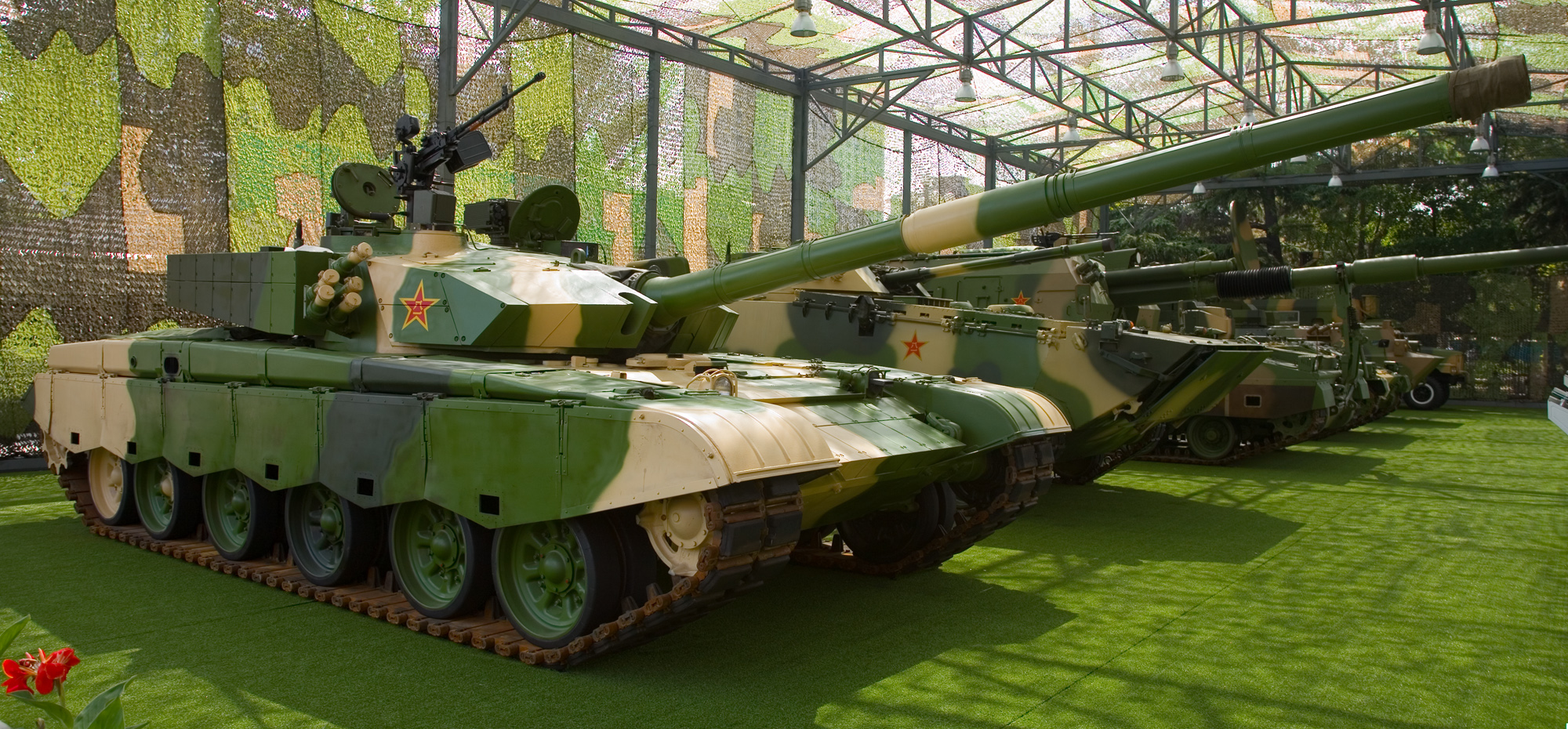
Vista frontale destra di un Type 99. Notare, rispetto al 98, i moduli di corazza aggiuntiva a forma di cuneo sulla torretta ed i pannelli di corazza sui lati della stessa
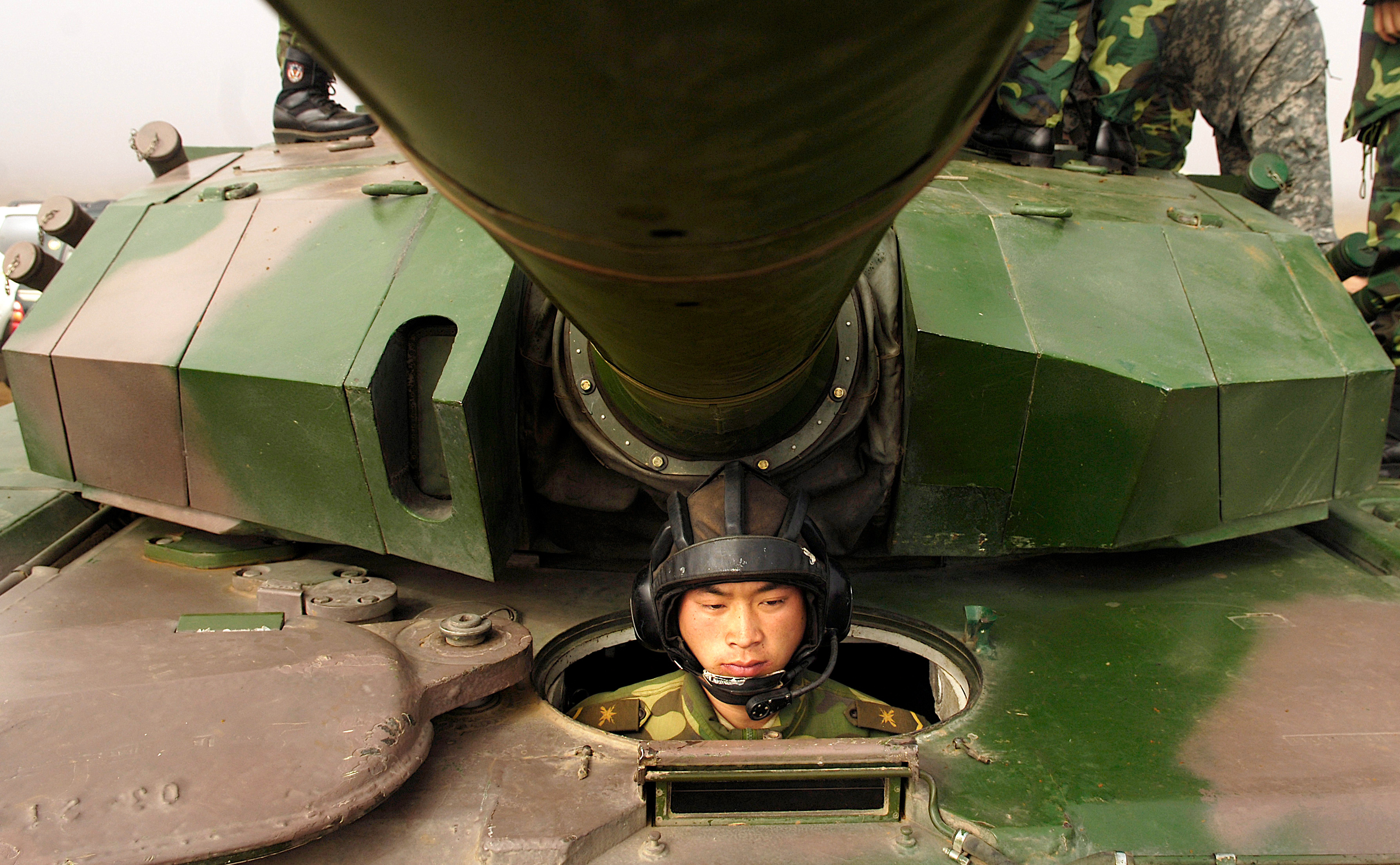
Postazione del conduttore sul Type 99
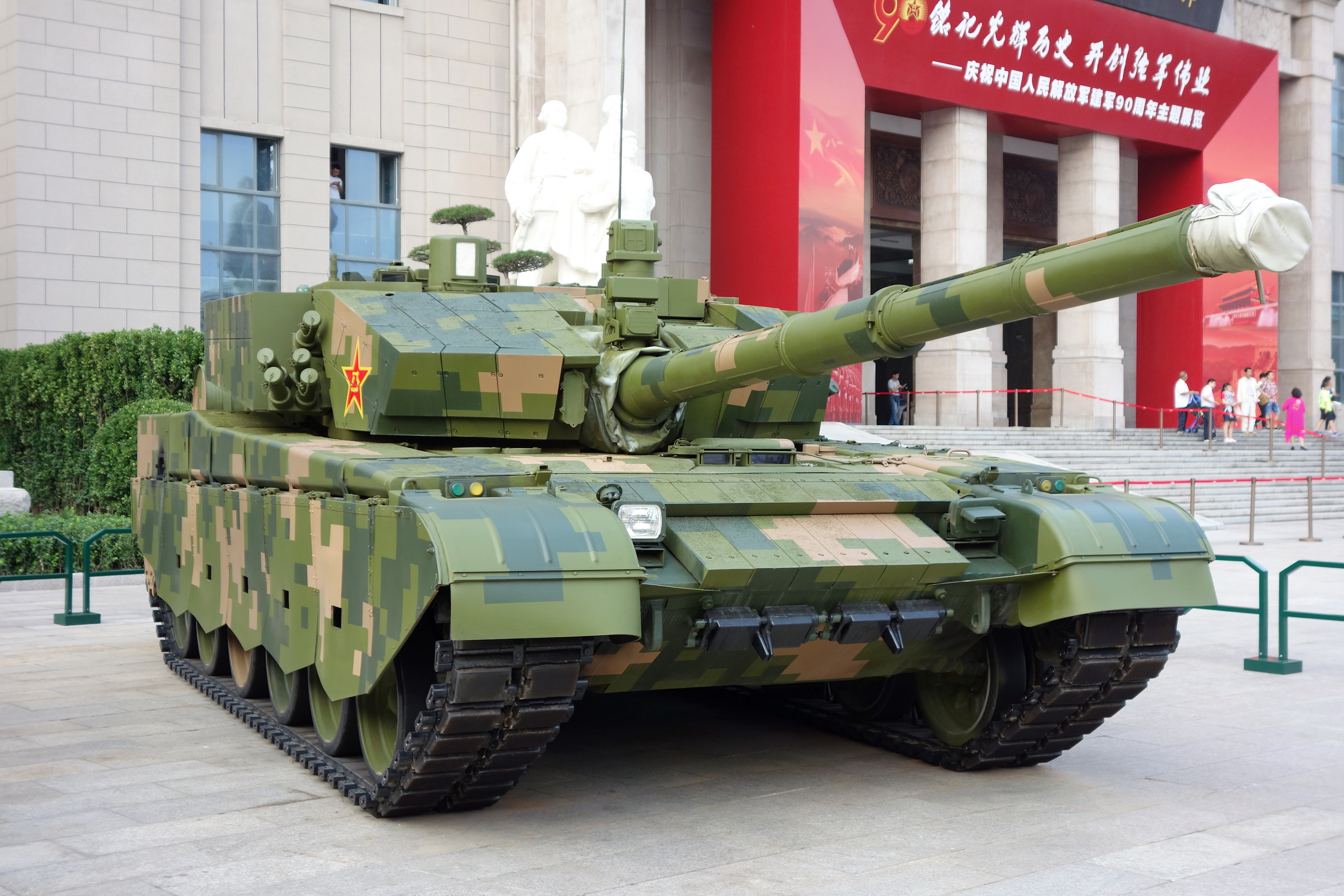
ZTZ-99A
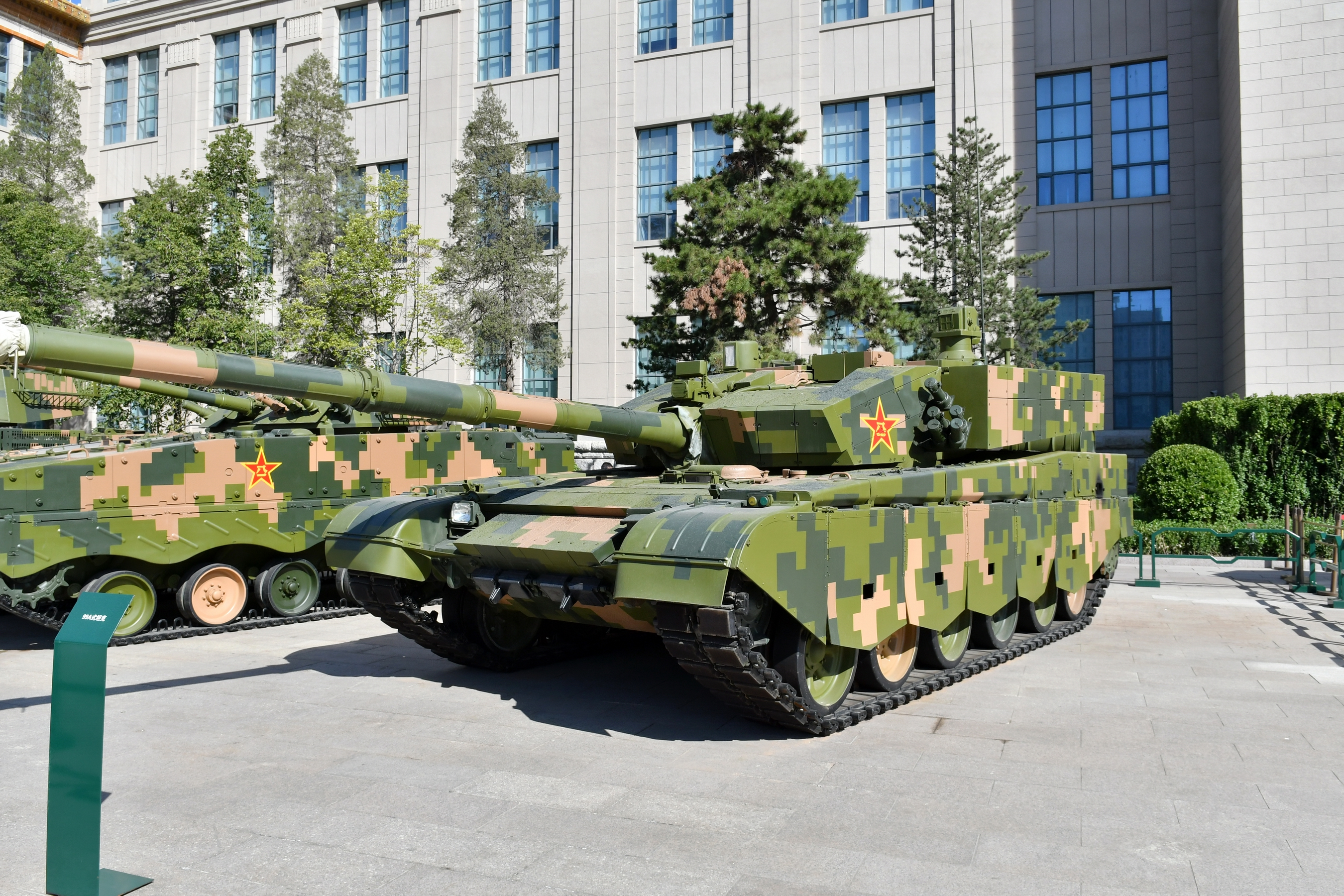
Type 99A